# Altoona (Wisconsin)
Altoona és una població dels Estats Units a l'estat de Wisconsin. Segons el cens del 2000 tenia 6.698 habitants.

## Demografia
Segons el cens del 2000, Altoona tenia 6.698 habitants, 2.844 habitatges, i 1.731 famílies. La densitat de població era de 632,3 habitants per km².
Dels 2.844 habitatges en un 31,2% hi vivien nens de menys de 18 anys, en un 46% hi vivien parelles casades, en un 11,4% dones solteres, i en un 39,1% no eren unitats familiars. En el 31,6% dels habitatges hi vivien persones soles el 14,7% de les quals corresponia a persones de 65 anys o més que vivien soles. El nombre mitjà de persones vivint en cada habitatge era de 2,3 i el nombre mitjà de persones que vivien en cada família era de 2,92.
Per edats la població es repartia de la següent manera: un 24,3% tenia menys de 18 anys, un 9,4% entre 18 i 24, un 29,4% entre 25 i 44, un 20,9% de 45 a 60 i un 16% 65 anys o més.
L'edat mediana era de 36 anys. Per cada 100 dones de 18 o més anys hi havia 84 homes.
La renda mediana per habitatge era de 40.394 $ i la renda mediana per família de 49.441 $. Els homes tenien una renda mediana de 33.505 $ mentre que les dones 22.200 $. La renda per capita de la població era de 21.236 $. Aproximadament el 4,4% de les famílies i el 5,2% de la població estaven per davall del llindar de pobresa.

## Poblacions més properes
El següent diagrama mostra les poblacions més properes.